# لایونل بلر
لایونل بلر (انگلیسی: Lionel Blair؛ ۱۲ دسامبر ۱۹۲۸ – ۴ نوامبر ۲۰۲۱) بازیگر، طراح رقص، رقصندهٔ تپ دنس و مجری تلویزیون اهل بریتانیا بود.
از فیلم‌ها یا مجموعه‌های تلویزیونی که وی در آن‌ها نقش داشته‌است، می‌توان به دنیای سوزی وانگ، شب‌زنده‌داری با بزن و بکوب، ترغیب‌گران!، سیاهی‌لشکر، پزشک‌ها، زنان رها و ببخشید، سرنخی ندارم اشاره نمود.